# Jyrki Järvi
Jyrki Heikki Järvi (Helsinki, 7 de febrero de 1966) es un deportista finlandés que compitió en vela en la clase 49er. 
Participó en los Juegos Olímpicos de Sídney 2000, obteniendo una medalla de oro en la clase 49er (junto con Thomas Johanson). Ganó una medalla de bronce en el Campeonato Mundial de 49er de 2000.

## Palmarés internacional
| \| Juegos Olímpicos \| Juegos Olímpicos \| Juegos Olímpicos \| Juegos Olímpicos \| \| Año \| Lugar \| Medalla \| Clase \| \| ------------------ \| ------------------ \| ----------------- \| ---------------- \| \| 2000 \| Sídney (Australia) \| Medalla de oro \| 49er \| \| Campeonato Mundial \| \| \| \| \| Año \| Lugar \| Medalla \| Clase \| \| 2000 \| Guaymas (México) \| Medalla de bronce \| 49er \| |                    |                   |       |
| Juegos Olímpicos |                    |                   |       |
| Año | Lugar              | Medalla           | Clase |
| 2000 | Sídney (Australia) | Medalla de oro    | 49er  |
| Campeonato Mundial |                    |                   |       |
| Año | Lugar              | Medalla           | Clase |
| 2000 | Guaymas (México)   | Medalla de bronce | 49er  |